# 皮脂欠乏性湿疹
皮脂欠乏性湿疹（ひしけつぼうせいしっしん）とは、皮膚が乾燥し乾皮症と呼ばれる状態に移行し、その一部から湿疹を生じる皮膚疾患。

## 頻度
高齢者に多い。

## 症状
下腿の伸側・背中に多い。湿疹は貨幣状湿疹になることもある。掻痒を伴う。乾燥の強い冬に悪化。

## 注意点
- 乾燥が原因であるが、水分を多くとっても軽快しない。
- お風呂で過度の石鹸やナイロンタオルを使用すると、悪化することがあるので中止する。
- 部屋内の湿度を上げる工夫をする。加湿器・観葉植物・水槽など。
- 刺激の強い衣服を避ける工夫をする。

## 治療
外用剤としてステロイド・保湿剤が使われる。その他、補助的に抗アレルギー薬の内服を行う。